# Яж, моли се и обичай
„Яж, моли се и обичай“ (на английски: Eat Pray Love) е американска биографична романтична драма от 2010 г., с участието на Джулия Робъртс и Джеймс Франко, базиран на едноименната мемоарна книга от 2010 г., написана от Елизабет Гилбърт. Райън Мърфи е режисьор и съсценарист на филма, който е пуснат в Съединените щати на 13 август 2010 г.

## Актьорски състав
| Актьор          | Роля                                                                         |
| --------------- | ---------------------------------------------------------------------------- |
| Джулия Робъртс  | Елизабет „Лиз“ Гилбърт                                                       |
| Хавиер Бардем   | Фелипе, бразилски бизнесмен, който се влюбва в Лиз по време на пътуването му |
| Джеймс Франко   | Дейвид, мъжът, с който има връзка с Лиз след развода си.                     |
| Ричард Дженкинс | Ричард, тексасец, който се сприятелява с Лиз                                 |
| Вайола Дейвис   | Далия Шираз, най-добрата приятелка на Лиз                                    |
| Били Крудъп     | Стивън, бивш съпруг на Лиз                                                   |
| Софи Томпсън    | Корела, жена в индийския ашрам                                               |
| Майк О'Мали     | Анди Шираз, съпруг на Далия                                                  |
| Кристин Хаким   | Уайън, най-добрата приятелка на Лиз в Индонезия                              |
| Арлийн Тур      | Армения                                                                      |
| Хади Субиянто   | Кетут Лайър, съветникът на Лиз в Индонезия                                   |
| Джита Реди      | Гуруто                                                                       |
| Тува Новотни    | Софи, шведската приятелка на Лиз в Рим                                       |
| Лука Арджентеро | Джиовани, италиански преподавател на Лиз и гадже на Софи.                    |
| Рушита Сингх    | Тулси                                                                        |

## В България
В България филмът е пуснат по кината на 1 октомври 2010 г. от „Александра Филмс“.
През 2011 г. е издаден на DVD от „Съни Филм Видео Ентъртейнмънт“, а на 10 декември 2013 г. е издаден отново от „Ентъртейнмънт Комерс“.
На 1 януари 2016 г. е излъчен премиерно по „Нова телевизия“ в петък от 20:00 ч.
Български дублаж
| Озвучаващи артисти  | Христина Ибришимова Даниела Йорданова Лиза Шопова Симеон Владов Димитър Иванчев Стефан Сърчаджиев-Съра |
| Преводач            | Ирина Ценкова                                                                                          |
| Тонрежисьор         | Цветомир Цветков                                                                                       |
| Режисьор на дублажа | Димитър Кръстев                                                                                        |